# Agrostis breviglumis
Agrostis breviglumis é uma espécie de gramínea do gênero Agrostis, pertencente à família Poaceae.